# MDP Transmission
MDP Transmission war ein französischer Hersteller von Automobilen.

## Unternehmensgeschichte
Das Unternehmen aus Neaufles-Saint-Martin übernahm Fabrikationsrechte von Vitrex Industrie und präsentierte im Oktober 1980 erstmals Fahrzeuge auf dem Pariser Automobilsalon. Der Markenname lautete Puma. 1982 oder 1989 endete die Produktion.

## Fahrzeuge
Das einzige Modell Garbo war ein Kleinstwagen. Die Coupé-Karosserie bot Platz für zwei Personen. Das Fahrzeug war 216 cm lang, 123 cm breit und 155 cm hoch. Für den Antrieb sorgte ein Einbaumotor von Peugeot mit 49 cm³ Hubraum, der im Heck montiert war.